# 八建铁路
八建铁路又称张建铁路是沪昆铁路于樟树市的张家山站西往北引出的一条支线，途径樟树市、高安市和丰城市，在高安市和丰城市边界处由向西至建山镇。建山镇附近为英岗岭矿务局的煤田，因此该铁路是为矿务局服务的支线铁路。 